# Лагуна Сен-Назер
Лагуна Сен-Назер, або Лагуна Кане (фр. Étang de Canet-Saint-Nazaire, кат. Estany de Sant Nazari) — солонувата лагуна (лиман). Розташована на крайньому півдні Франції у районі Руссільйон, департаменті Східні Піренеї. Знаходиться на рівні Середземного моря (підйом 0 м).

## Іхтіофауна
Для лагуни вказується 14 видів риб, серед яких Anguilla anguilla, Atherina boyeri, Callionymus pusillus, Chelon labrosus, Diplodus sargus, Echiichthys vipera, Gambusia affinis, Liza aurata, Pomatoschistus microps, Pomatoschistus minutus, Sarpa salpa, Solea solea, Sparus aurata, Syngnathus abaster. Основне промислове значення має вугор європейський, A. anguilla.